# Résolution 688 du Conseil de sécurité des Nations unies
Membres permanents
- Chine
- États-Unis
- France
- Royaume-Uni
- Russie

Membres non permanents
- Autriche
- Belgique
- Côte d'Ivoire
- Cuba
- Équateur
- Inde
- Roumanie
- Yémen
- Zaïre
- Zimbabwe

Résolution no 687 Résolution no 689
La résolution 688 du Conseil de sécurité des Nations Unies a été adoptée le 5 avril 1991, après avoir reçu des lettres des représentants de la France, de l'Iran et de la Turquie et exprimé sa préoccupation face à la répression politique contre le peuple irakien, y compris celui du Kurdistan irakien. Le Conseil a condamné la répression et a exigé que l'Irak, dans le but de contribuer à éliminer la menace à la paix et à la sécurité internationales, mette fin à la répression et respecte les droits humains de sa population.
Le Conseil a insisté pour que l'Iraq autorise l'accès aux organisations humanitaires internationales dans les zones touchées, demandant au Secrétaire général de faire un rapport sur les populations irakiennes et kurdes touchées par la répression des autorités irakiennes, en utilisant toutes les ressources possibles pour répondre aux besoins de la population. Il a également demandé à l'Irak de coopérer avec le Secrétaire général et les organisations internationales pour contribuer aux efforts d'aide humanitaire.
La résolution a été adoptée par dix voix pour, trois voix contre (Cuba, Yémen et Zimbabwe) et deux abstentions (République populaire de Chine et Inde).
La France, le Royaume-Uni et les États-Unis ont utilisé la résolution 688 pour établir des zones d'exclusion aérienne dans l'espace aérien irakien afin de protéger les opérations humanitaires en Irak, bien que la résolution ne fasse aucune référence explicite à de telles zones d'exclusion aérienne. Le Conseil autorisera explicitement la création de telles zones d'exclusion aérienne en Bosnie-Herzégovine (résolution 781) et en Libye (résolution 1973).

## Voir également
- Inssurection irakienne de 1991
- Guerre du Golfe
- Invasion du Koweït